# Alentejo
El Alentejo es una región geográfica, histórica y cultural del centro-sur y sur de Portugal. Literalmente, en portugués significa «allende (além) el Tajo (Tejo)» (es decir, la región conquistada más allá de dicho río; esto es, la situada más al sur).
El Alentejo incluye las regiones del Baixo Alentejo, Alto Alentejo, Alentejo Central y Alentejo Litoral, en un total de 47 municipios. Además de eso, era parte de la antigua comarca del Alentejo (hasta 1801) el municipio de Olivenza, que desde entonces es territorio en disputa entre España y Portugal.
Limita al norte con Beira Baixa, al este con España (Andalucía y Extremadura), al sur con el Algarve y al oeste con el Océano Atlántico, Ribatejo y Estremadura.
El área del Alentejo es de 27 292 km² (29,6% del país) y su población es de 790 849 habitantes (7,5% del país). La densidad de población del Alentejo es de 18,7 hab./km².

## Geografía

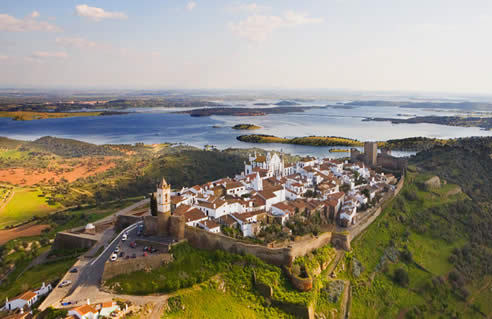
Monsaraz es uno de los pueblos más pintorescos de Portugal. Se sitúa junto al embalse de Alqueva, en el distrito de Évora

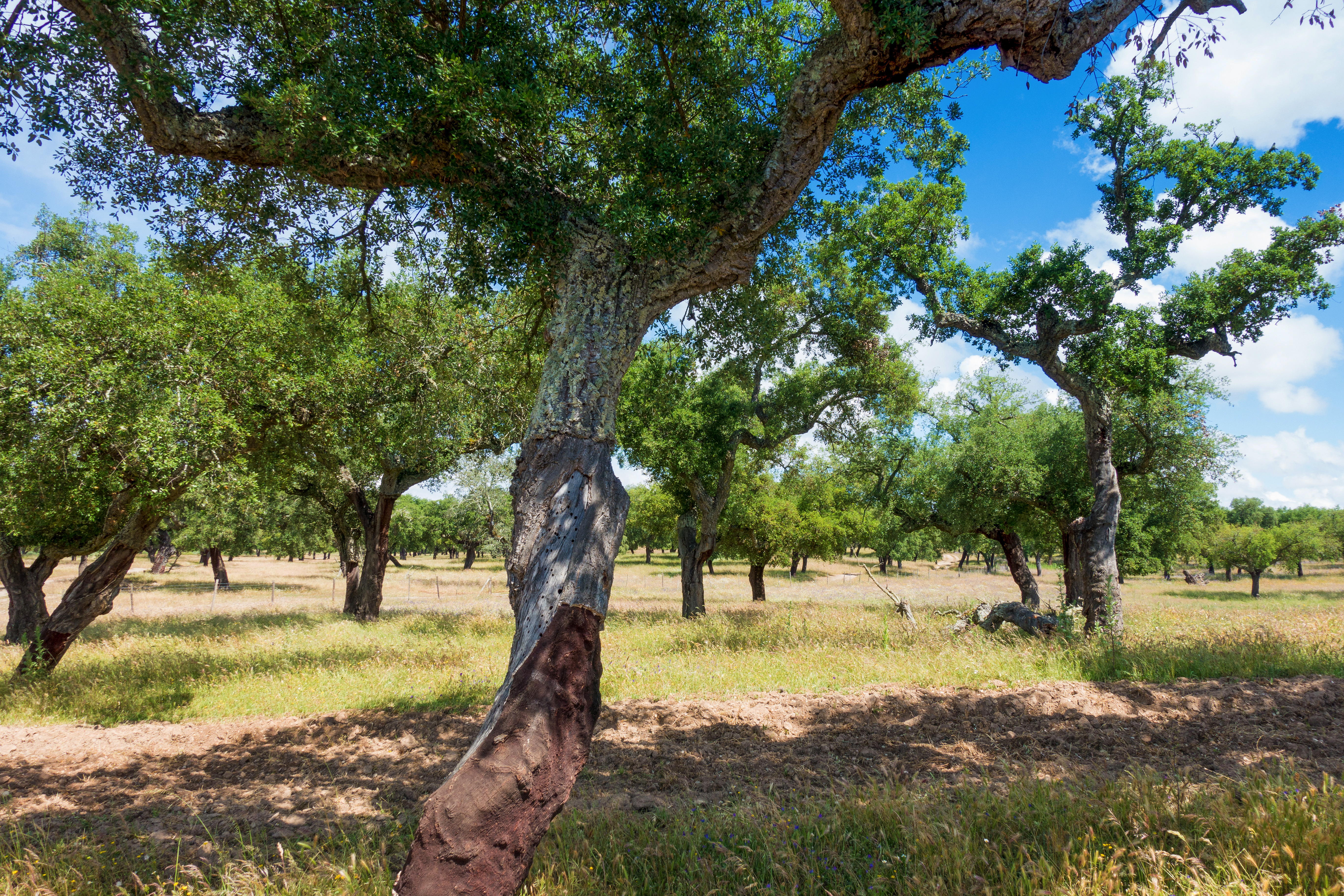
La dehesa conforma el paisaje típico del Alentejo. En ella se produce el corcho y se cría al ganado

Formado por suelos ácidos, es una región de suaves colinas con un clima mediterráneo más oceánico que la parte española colindante. Aquí se cría la mayor parte de los alcornoques portugueses, en forma de dehesa. Se cultiva el corcho, el olivo y en menor grado el viñedo. Al norte de la región predomina la ganadería de vacuno, ovino y porcino (estos de raza blancas e ibérica). Hacia el sur predomina más la agricultura. De su valor natural es testimonio el haber sido la última región portuguesa en albergar al lince ibérico.
Sus costas están muy poco urbanizadas dado el fuerte viento del océano. Esto hace que formen sistemas dunares espectaculares, que probablemente son los mejor conservados de la península.[cita requerida] En 2015, las playas del Alentejo fueron consideradas las mejores de Europa. 
El relieve del campo varía desde las llanuras abiertas del sur del Alentejo, a las colinas de granito en la frontera con España en el nordeste. Para alimentar las necesidades de agua de esta área considerable se construyeron una serie de presas públicas entre las que destaca la presa de Alqueva. El paisaje es sobre todo de suaves colinas y llanuras, con alcornoques y olivos, o vides.

### Municipios
La subregión del Alto Alentejo incluye 15 municipios:
- Distrito de Portalegre (15 municipios): Alter do Chão, Arronches, Avís, Campomayor, Castelo de Vide, Crato, Elvas, Fronteira, Gavião, Marvão, Monforte, Sousel, Nisa, Ponte de Sôr y Portalegre.

La subregión del Baixo Alentejo incluye 13 municipios:
- Distrito de Beja (13 de los 14 municipios): Aljustrel, Almodôvar, Alvito, Barrancos, Beja, Castro Verde, Cuba, Ferreira do Alentejo, Mértola, Moura, Ourique, Serpa y Vidigueira.

La subregión del Alentejo Central incluye 14 municipios:
- Distrito de Évora (14 municipios): Alandroal, Arraiolos, Borba, Estremoz, Évora, Montemor-o-Novo, Mora, Mourão, Portel, Redondo, Reguengos de Monsaraz, Vendas Novas, Viana do Alentejo y Vila Viçosa.

La subregión del Alentejo Litoral incluye 5 municipios:
- Distrito de Beja (1 de los 14 municipios): Odemira.
- Distrito de Setúbal (4 de los 13 municipios): Alcázar del Sal, Grándola, Santiago del Cacén y Sines.

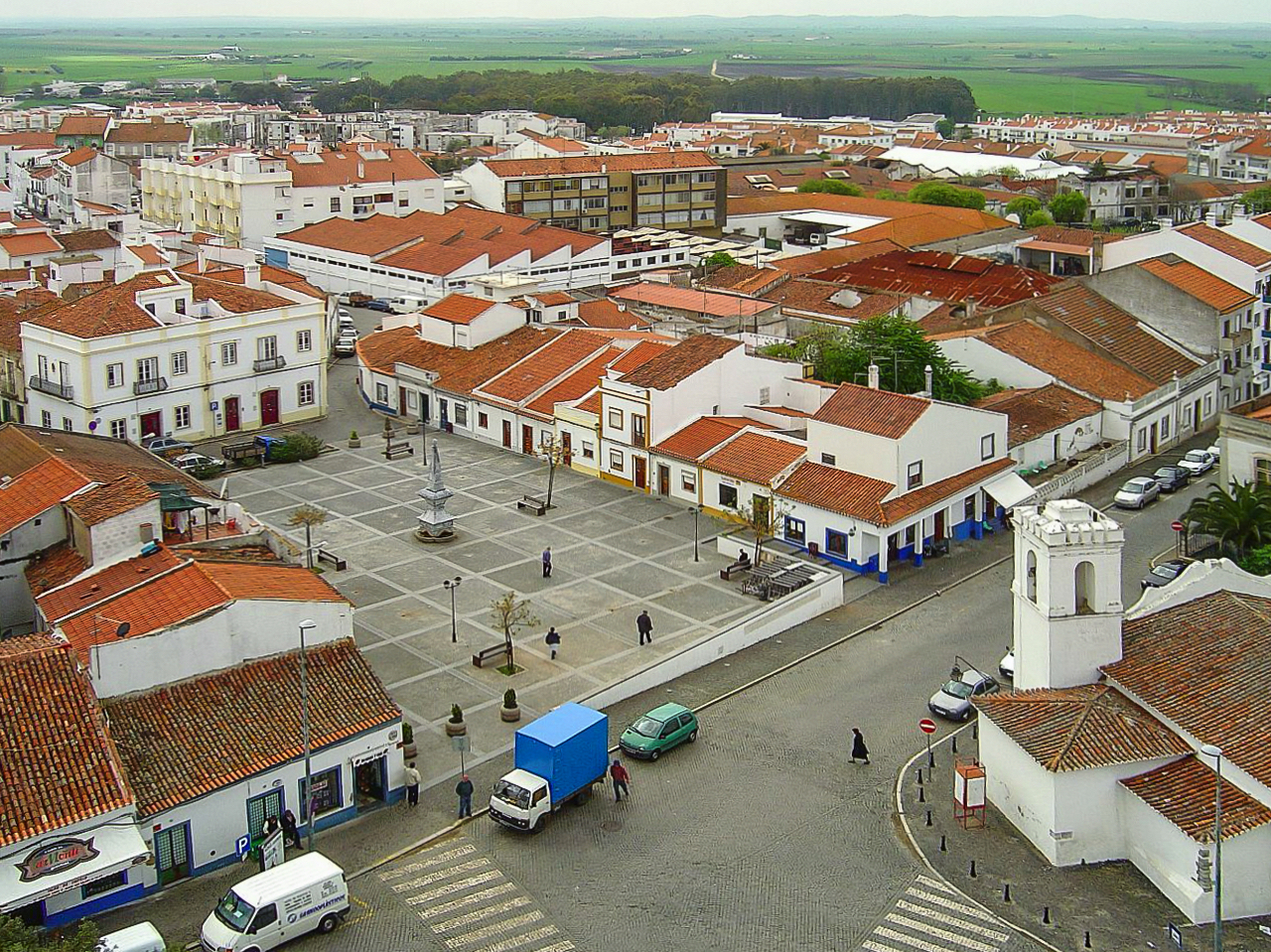
Beja
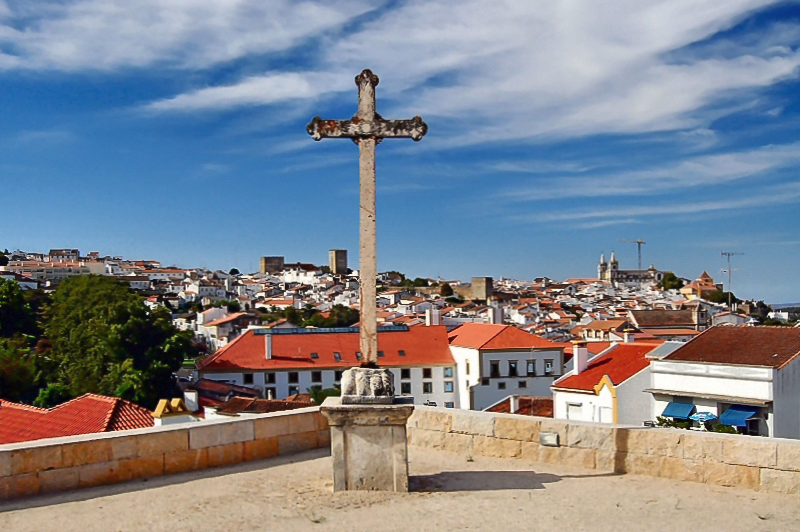
Portalegre
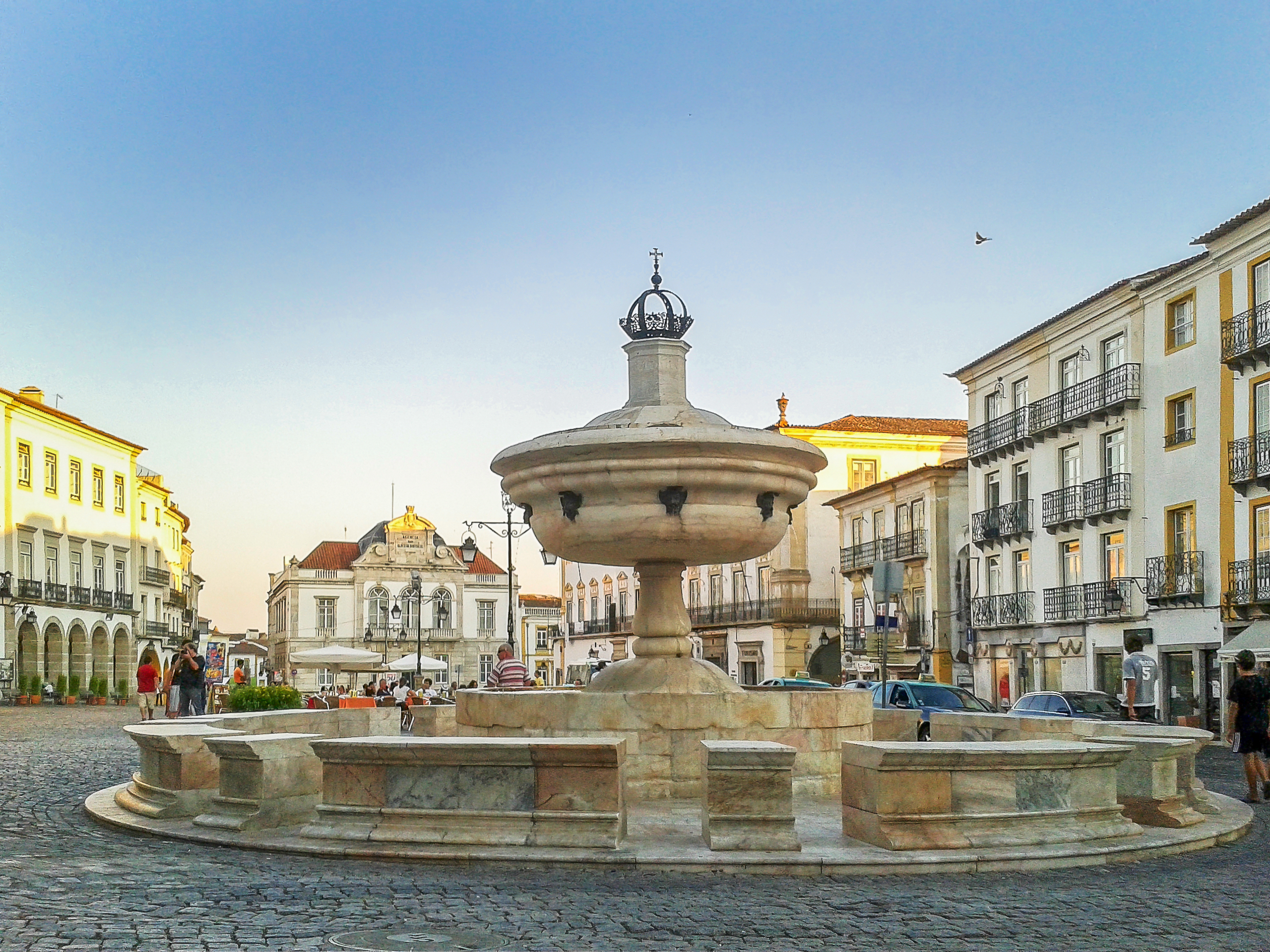
Évora
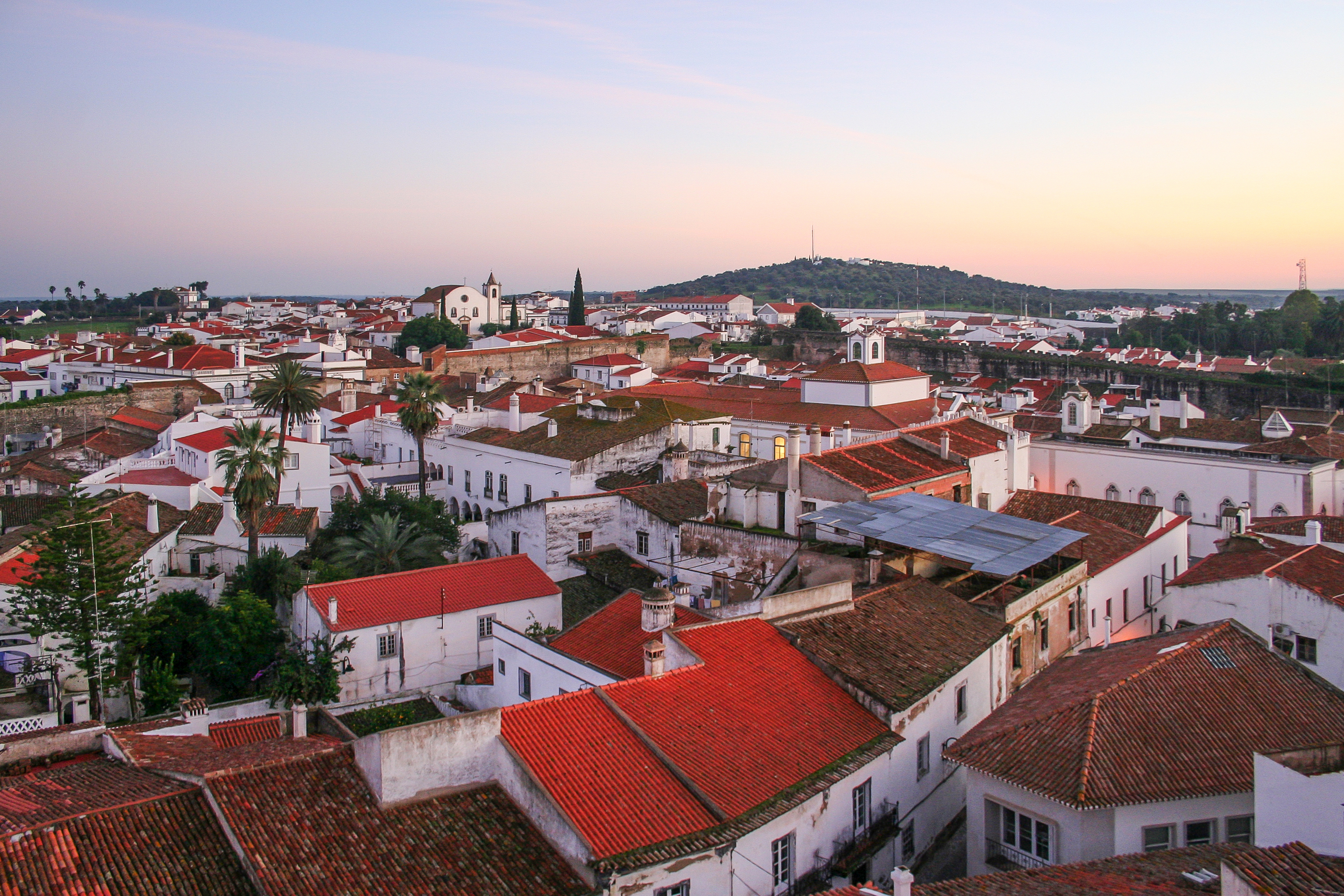
Serpa
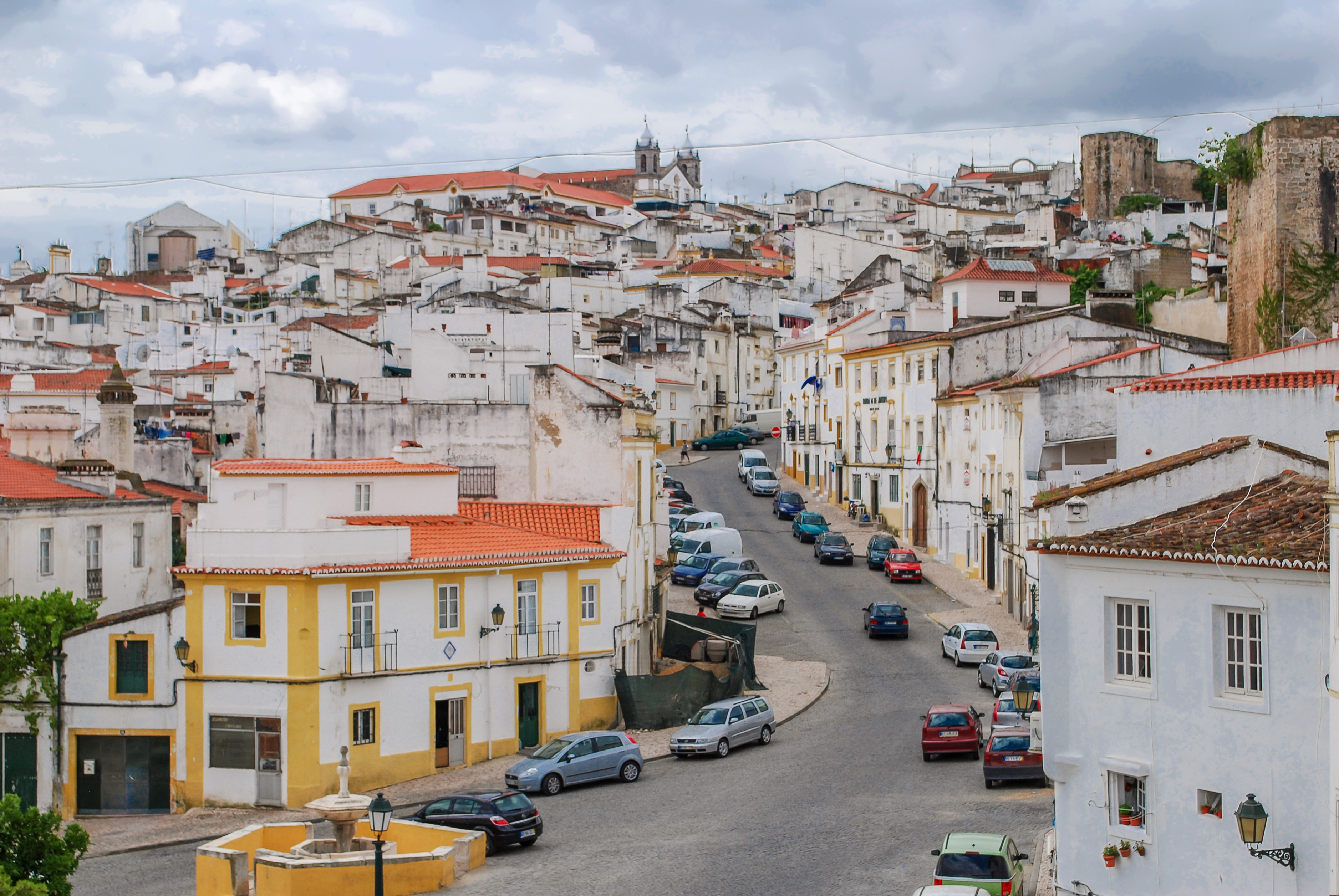
Elvas
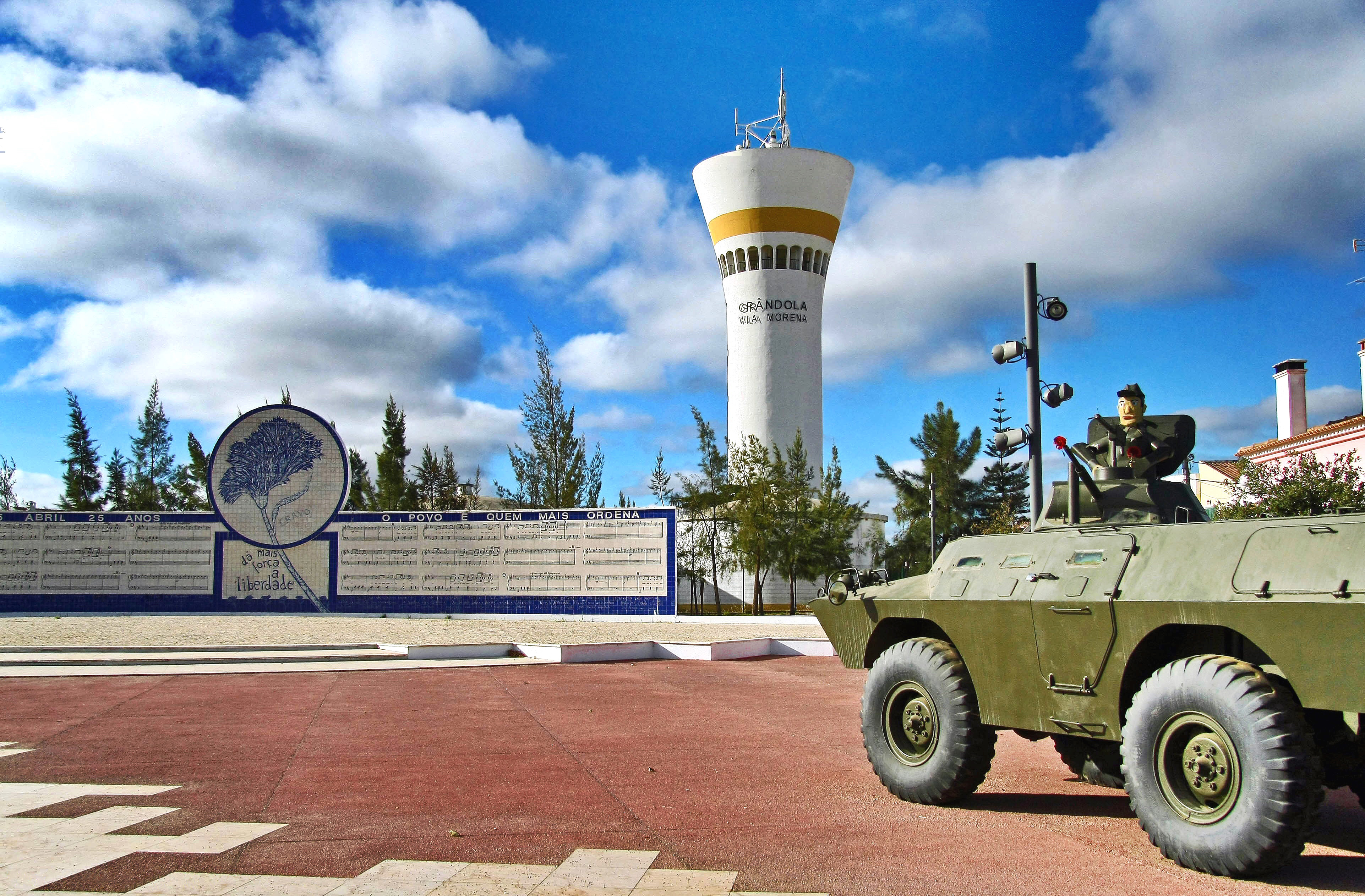
Grándola
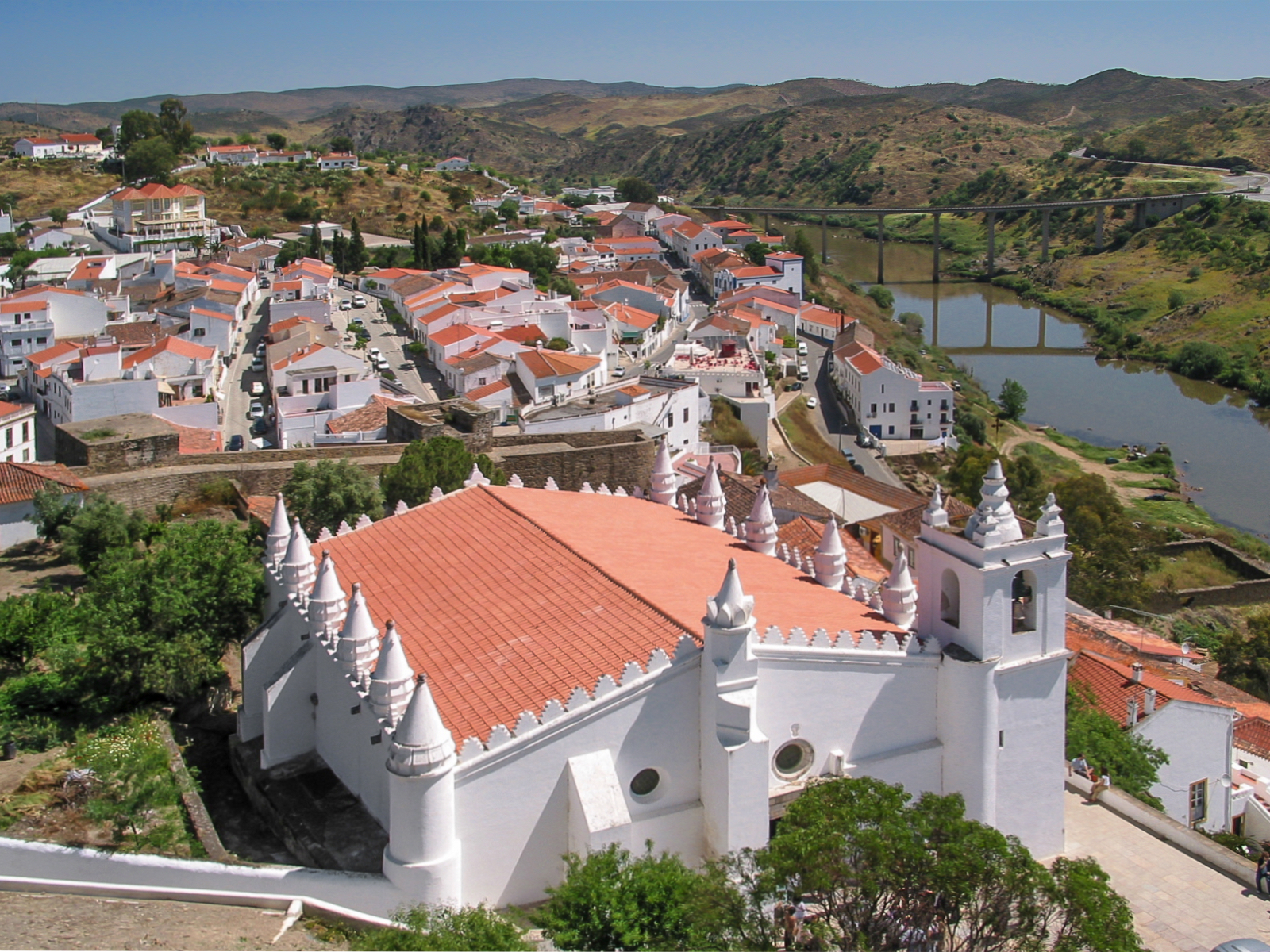
Mértola

## Demografía

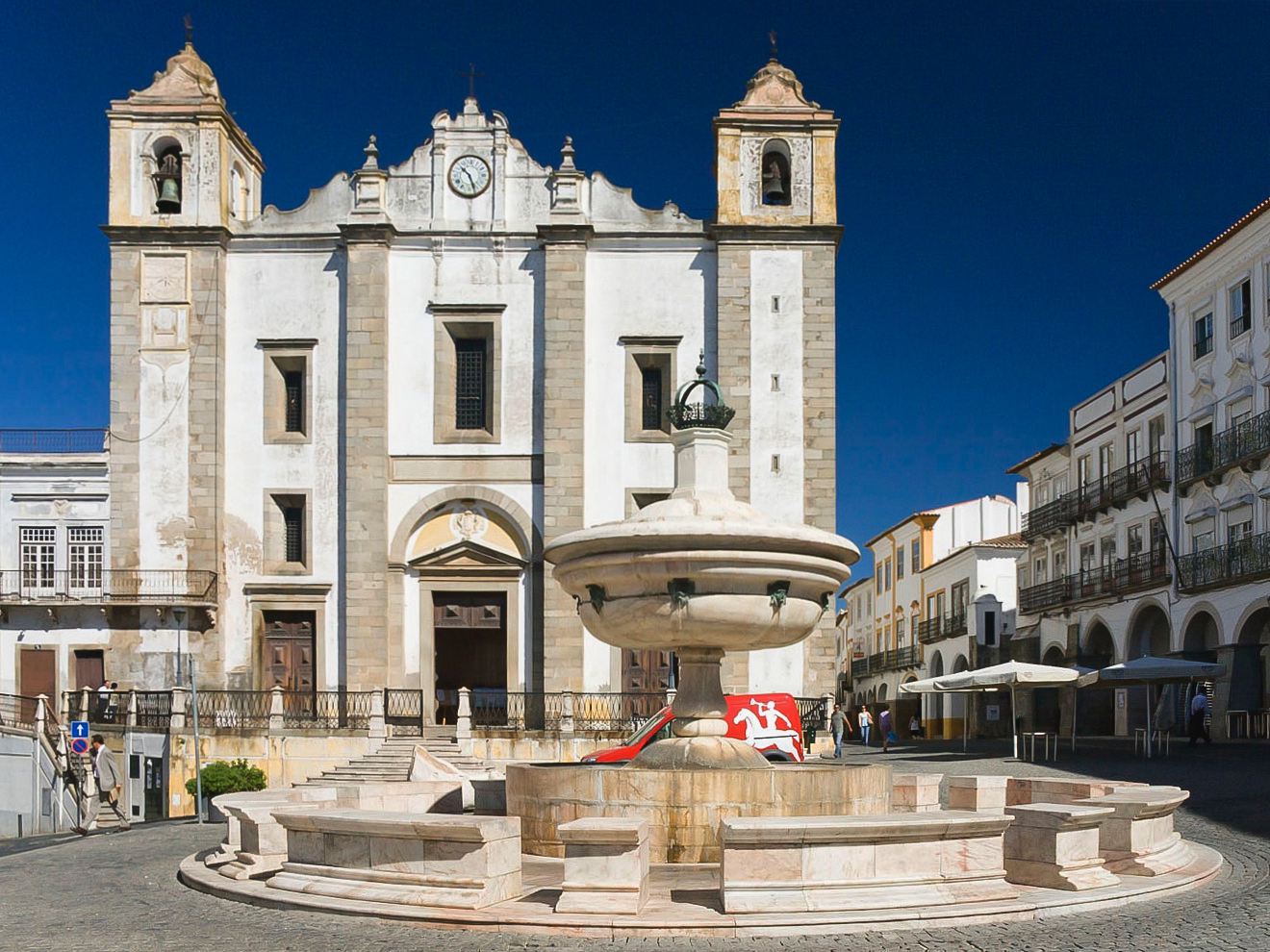
Plaza del Giraldo, en Évora

La población residente del Alentejo es de alrededor de 759 000, con un 49% de hombres y un 51% de mujeres. Es la región menos poblada del país, que representa más de un tercio del territorio nacional, pero solo el 7,1% de su población. También es la región con la población más anciana, con 22,9% siendo mayor de 65 años (mientras que el promedio nacional es de 17,5%).
La población sigue disminuyendo, especialmente en el interior. Se dice que los lugareños emigran de las aldeas a las ciudades de Portugal y de ahí a las ciudades del extranjero. Parte de la inmigración que recibe el Alentejo es de europeos del norte que buscan un clima soleado, aunque no siempre viven de forma permanente, solo para retiros temporales. Población proveniente de China, Brasil y, en su mayoría, de Europa Oriental se suma a frenar el declive de la población.

## Turismo

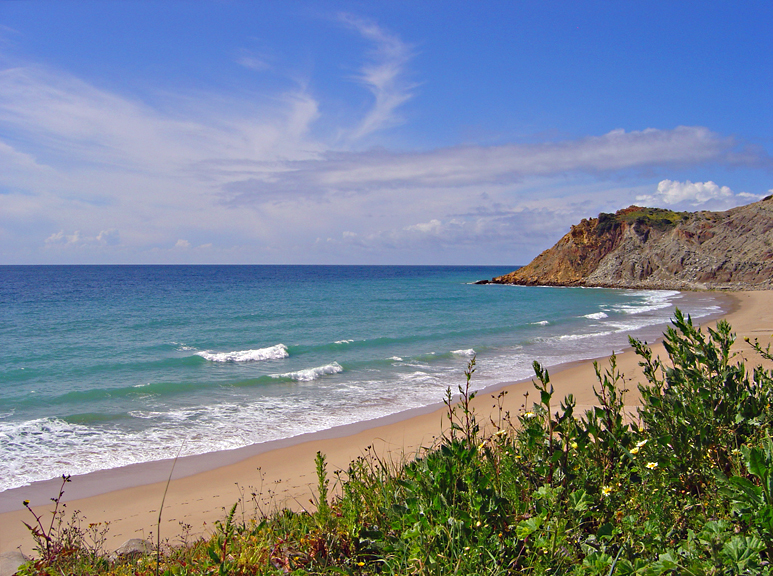
Parque natural del Suroeste Alentejano y Costa Vicentina

El turismo del Alentejo es gestionado por la Entidad Regional de Turismo de Alentejo y Ribatejo, que tiene su sede en la ciudad de Beja.
Los principales puntos turísticos son las dos ciudades clasificadas por la UNESCO como Patrimonio de la Humanidad, Évora y Elvas, además de Alqueva, Monsaraz, Marvão, Castelo de Vide, Vila Viçosa y la zona del Alentejo Litoral como Sines y Troia. En toda la región se pueden encontrar innumerables puntos de interés histórico y cultural.
En 2014, el Alentejo conquistó el título de "Mejor Región Vinícola a Visitar" en el concurso mundial promovido por el diario USA Today. 
En el mismo año, las playas del Alentejo Litoral también fueron destacadas por el diario británico The Guardian como las mejores de Europa.
En el año 2015, la región batió el récord de las noches de turistas internacionales, recibiendo más de medio millón de turistas extranjeros que pernoctaron en hoteles de la región, principalmente llegados de España, Reino Unido, Países Bajos, Estados Unidos, Bélgica y Brasil.
En 2016, la actividad turística en el Alentejo siguió el balance de los últimos siete años y continuó creciendo en el número de turistas, esta vez entre el 12 y el 13% en comparación con el año anterior.
En los últimos tiempos, el Alentejo ha ganado diversos premios en el área del turismo, tanto a nivel nacional como internacional. Ha ganado cuatro veces (2010, 2011, 2012 y 2013) el premio al mejor región turística de Portugal.

## Cultura

### Cante alentejano

Grupo de cante alentejano

El cante alentejano, declarado patrimonio cultural inmaterial de la Humanidad por la Unesco, es un canto coral en el que se alternan un punto a solas y un coro, habiendo un alto llenando las pausas y rematando las estrofas. El canto comienza invariablemente con un punto dando la deja, cediendo el lugar al alto y luego interviniendo el coro en que participan también el punto y el alto. Terminadas las estrofas, puede el punto recomenzar con un nuevo deja, siguiendo el mismo conjunto de estrofas. Este ciclo se repite el número de veces que los participantes deseen. Esta característica repetitiva, así como el lento, y la abundancia de pausas contribuyen a la naturaleza monótona del cante.

### Producción de corcho
Portugal es uno de los mayores productores de corcho del mundo. En 2010 recogía en torno al 54% de la producción mundial, la mayor parte en las dehesas de la región del Alentejo, con un clima muy apropiado. Este producto siempre ha sido de importancia en la historia de Portugal. Entre los elementos tallados en la piedra de la ventana de la Sala Capitular del Convento de Cristo, en Tomar, declarado Patrimonio de la Humanidad por la Unesco, se aprecian troncos de alcornoque, que recuerdan su uso en las carabelas de los navegantes portugueses.
La cultura y tradición que existe en torno a la producción de corcho se puede conocer en diferentes museos etnografícos como el de José Régio, en Portalegre. 

### Gastronomía

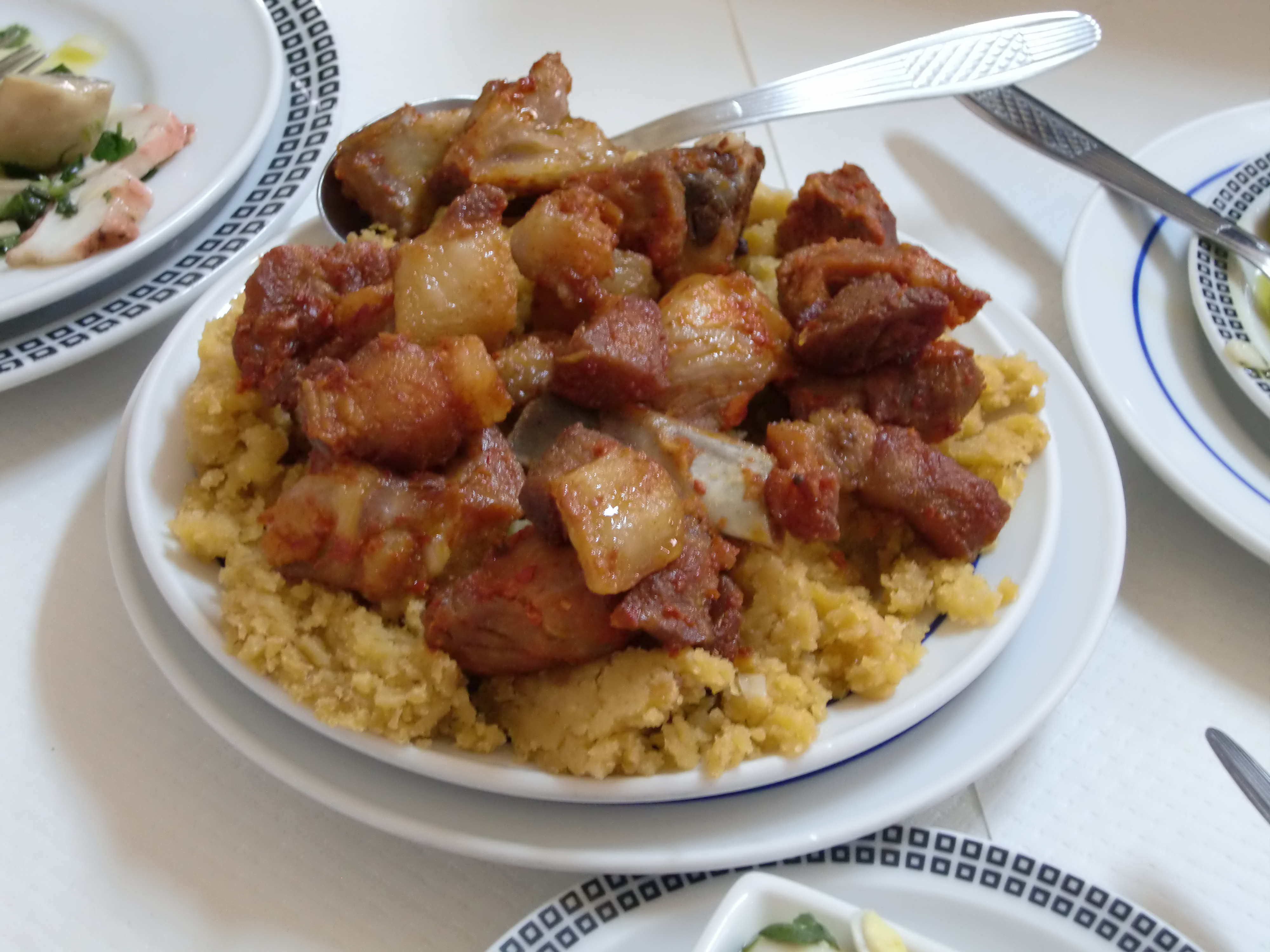
Migas à alentejana

#### Migas a la alentejana
Las migas a la alentejana constituyen uno de los más conocidos platos de la gastronomía del Alentejo. El ingrediente base es el pan, también conocido como celeiro, debido en gran parte a la producción de cereales. La carne empleada es fundamentalmente de cerdo, otro producto regional de gran tradición. Se considera que es un plato de otoño e invierno con abundante aporte calórico. Comparten cierta semejanza con las migas extremeñas.

#### Sopa a la alentejana

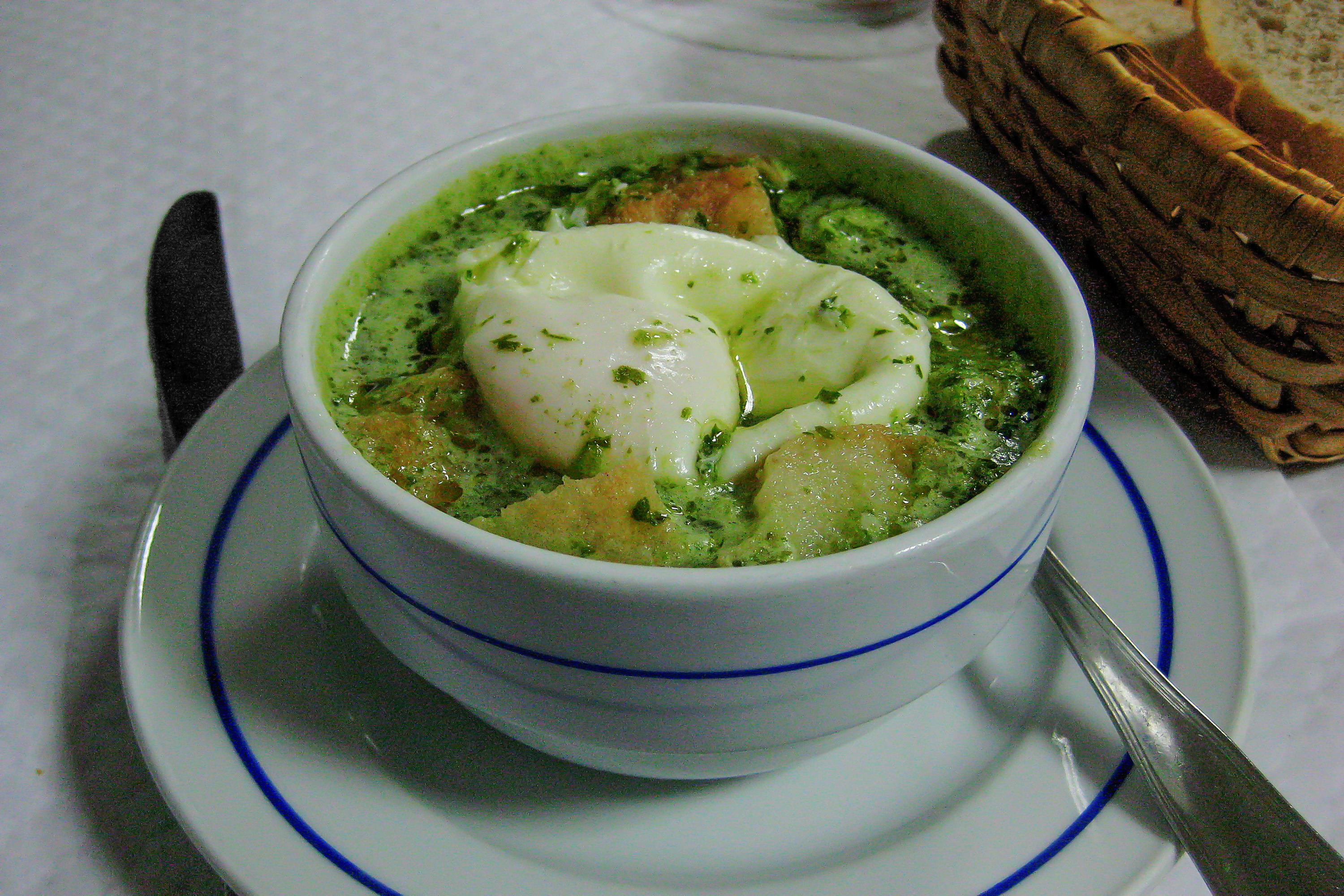
Açorda à alentejana

La açorda à alentejana es una sopa muy popular de la cocina lusa. Se trata de un plato de origen muy humilde realizado con pan duro deshecho en migas, huevos escalfados, cilantro y algo de ajo. Algunas veces se puede añadir sardina y/o bacalao.

#### Cerdo a la alentejana
El cerdo al estilo alentejano es uno de los platos portugueses más tradicionales. Se trata de una combinación de cerdo y almejas con patata y cilantro.